# Сиера Мадре
Вижте пояснителната страница за други значения на Сиера Мадре.
Сиера Мадре (на английски: Sierra Madre) е град в окръг Лос Анджелис, щата Калифорния, САЩ. Сиера Мадре е с население от 10578 жители (2000) и обща площ от 7,79 km². Намира се на 252 m надморска височина. ЗИП кодовете му са 91024, 91025, а телефонният му код е 626.